# Sírfids
Els sírfids (Syrphidae) són una família de dípters braquícers de l'infraordre dels asquizis amb 6.107 espècies repartides en 209 gèneres. La seva distribució és cosmopolita excloent els deserts i els pols i les parts més extremes de la tundra.

## Característiques
Els sírfids es caracteritzen per tenir l'abdomen amb ratlles grogues o taronges i negres, imitant l'aspecte d'insectes perillosos pel seu fibló com les abelles, les vespes i els borinots, per bé que són totalment inofensius, fenomen conegut com a mimetisme batesià.

## Història natural
Volen amb moviments molt precisos i, fins i tot, poder arribar a aturar-se en ple vol i quedar-se totalment quiets, sols movent les ales. S'alimenten bàsicament de pol·len i de nèctar de les flors, però també de pugons, per la qual cosa són molt beneficiosos, no tan sols pel seu paper de pol·linitzadors, sinó també com a mitjà de control natural de les poblacions de pugons.
Les larves dels sírfids es desenvolupen sovint en aigües estancades. Els adults s'agrupen amb freqüència prop de les plantes, la seva principal font de nèctar i pol·len. Algunes espècies habiten en llocs més insòlits, com per exemple els membres del gènere Volucella que es poden trobar als nius de borinots i els del gènere Microdon que es troben a nius de tèrmits. Altres es troben a la vegetació en descomposició.

## Taxonomia
La família Syrphidae inclou tres subfamílies:
- Subfamília Eristalinae Newman, 1834
- Subfamília Microdontinae Róndani, 1845
- Subfamília Syrphinae Samouelle, 1819

## Galeria

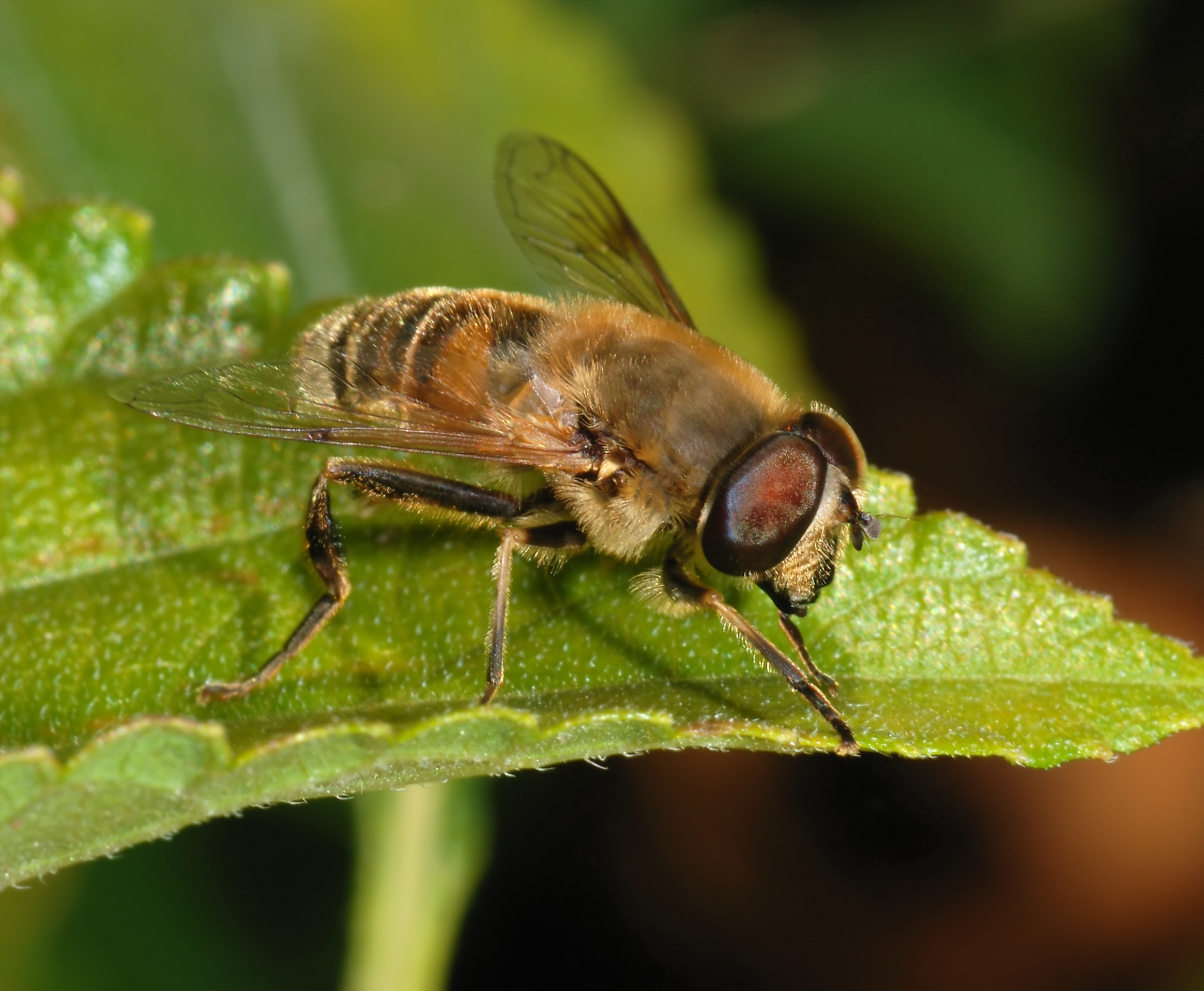
Eristalis
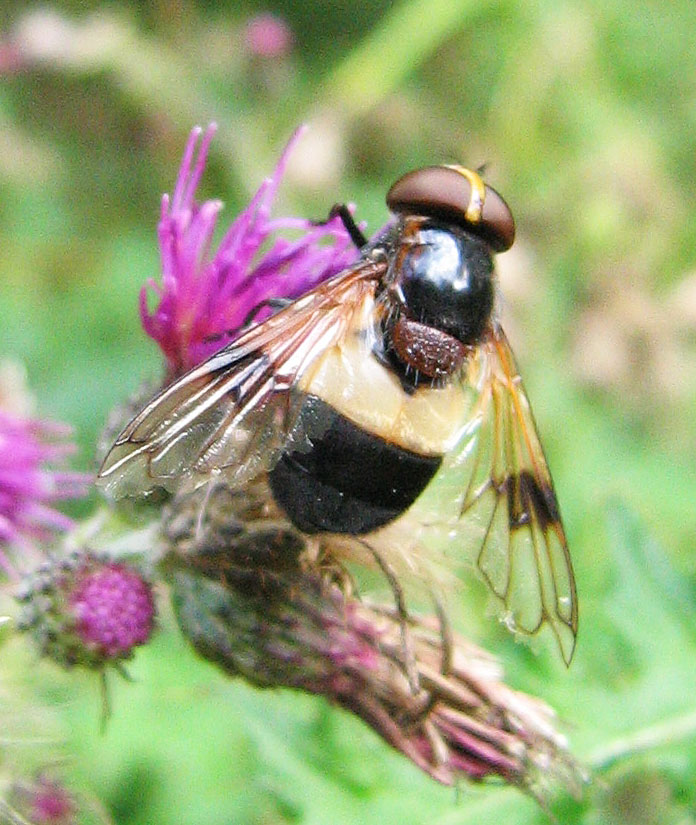
Volucella pellucens
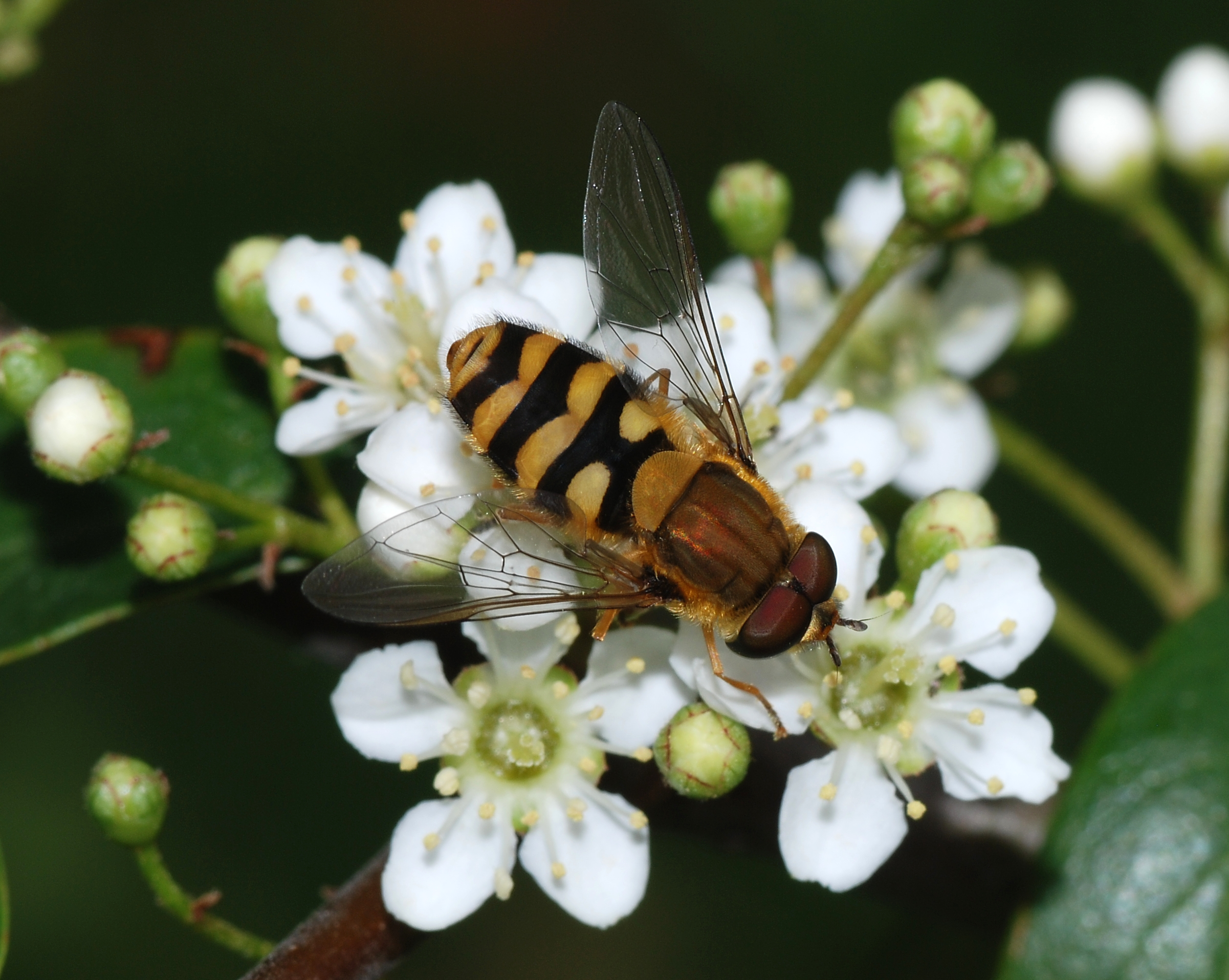
Syrphus
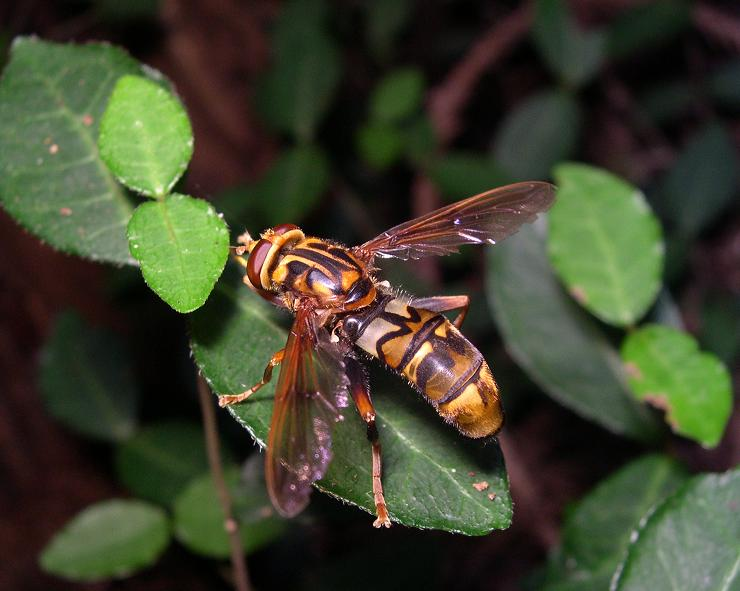
Milesia undulata
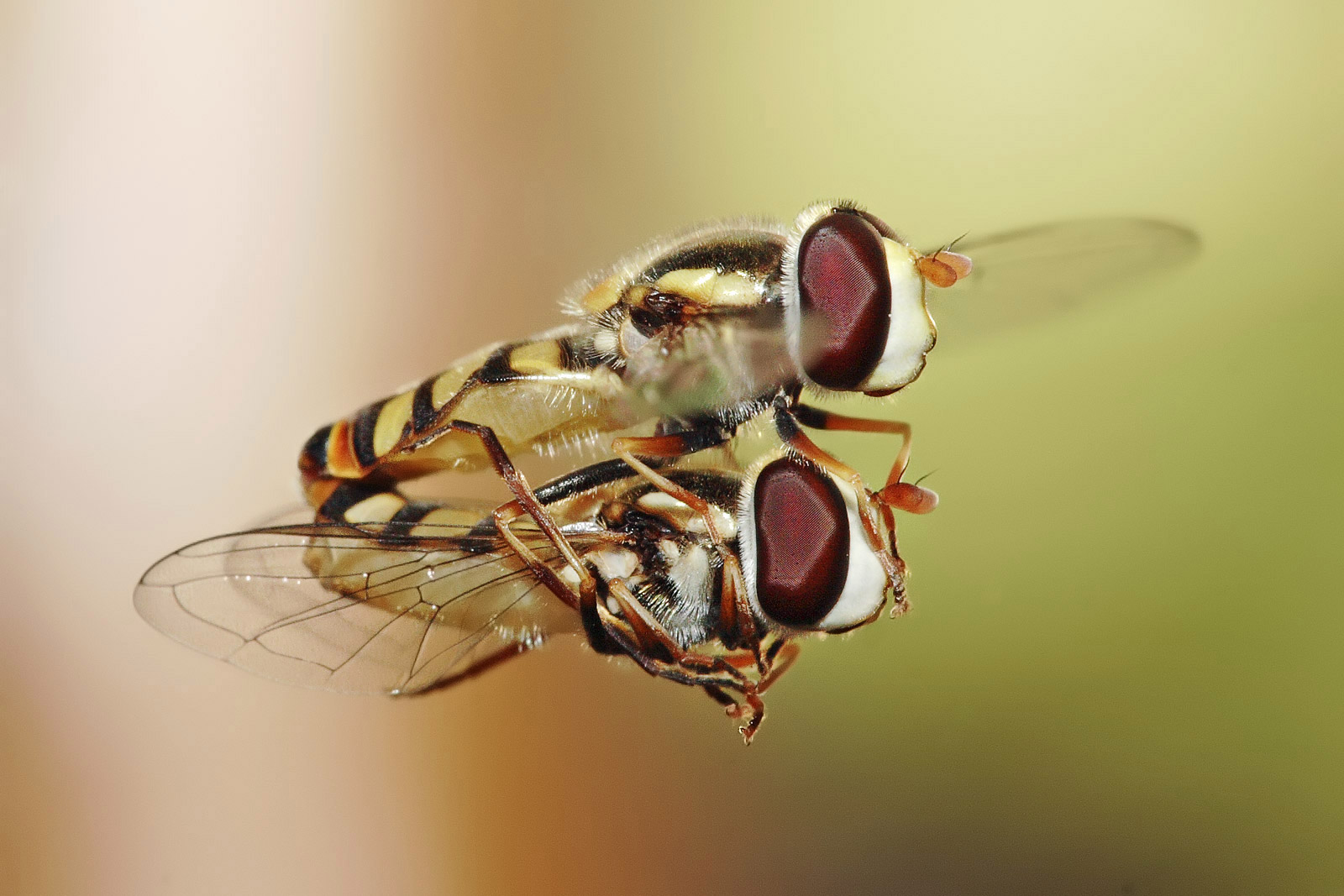
Aparellament al vol